# Чемпионат Фиджи по футболу
Чемпионат Фиджи по футболу (англ. Fiji Premier League) — высший футбольный дивизион на Фиджи. Контролируется Футбольной ассоциацией Фиджи.
Первый футбольный матч на Фиджи был проведён в 1922 году. В 1938 году была создана Футбольная ассоциация Фиджи, ставшая членом ФИФА и ОФК. Усилиями новой организации в 1938 году начал проводиться межрайонный чемпионат, первоначально называвшийся Кубком Ллойда Фарброзера, разыгрывавшийся по кубковой системе на вылет.
Свой национальный чемпионат Фиджи впервые организовало в 1977 году, спонсором которого стала авиакомпания Air New Zealand. Первым победителем турнира стала команда «Мба», которая впоследствии установила рекорд по количеству завоёванных трофеев — 21 чемпионский титул. Ближайшим преследователем является «Нанди», в активе которого 9 побед. Действующий чемпионий титул находится у клуба «Рева», добывшем победу в 2024 году.
В 2009 году спонсором лиги стала компания CJ Patel Group, финансировавшая турнир до 2016 года, когда новый контракт с федерацией заключил Vodafone. С марта 2021 года соглашение о сотрудничестве с Футбольной ассоциацией Фиджи имеет оператор мобильной связи Digicel, объявивший о инвестициях в местный футбол в размере 2,85 млн долларов в течение трёх лет. Права на трансляцию чемпионата в 2022 года получила Fijian Broadcasting Corporation.
Участниками сезона 2024 года являлись 10 команд. Клуб, занявший последнее место, вылетает во второй дивизион. Чемпион и вице-чемпион получают право сыграть в Лиге чемпионов ОФК, где фиджийские клубы 4 раза доходили до финала.
Турнир не следует путать с национальным клубным чемпионатом, который проводится с 1986 года, и где играют лучшие команды от каждого фиджийского района.

## Победители
- 1977 — Мба
- 1978 — Нанди
- 1979 — Мба
- 1980 — Нанди
- 1981 — Нанди
- 1982 — Нанди
- 1983 — Нанди
- 1984 — Лаутока
- 1985 — Нанди
- 1986 — Мба
- 1987 — Мба
- 1988 — Лаутока
- 1989 — Надрога
- 1990 — Надрога
- 1991 — Ламбаса
- 1992 — Мба
- 1993 — Надрога
- 1994 — Мба
- 1995 — Мба
- 1996 — Сува
- 1997 — Сува
- 1998 — Нанди
- 1999 — Мба
- 2000 — Нанди
- 2001 — Мба
- 2002 — Мба
- 2003 — Мба
- 2004 — Мба
- 2005 — Мба
- 2006 — Мба
- 2007 — Ламбаса
- 2008 — Мба
- 2009 — Лаутока
- 2010 — Мба
- 2011 — Мба
- 2012 — Мба
- 2013 — Мба
- 2014 — Сува
- 2015 — Нанди
- 2016 — Мба
- 2017 — Лаутока
- 2018 — Лаутока
- 2019 — Мба
- 2020 — Сува
- 2021 — Лаутока
- 2022 — Рева
- 2023 — Лаутока
- 2024 — Рева

## Победители по клубам
| Клуб    | Город     | Побед | Последний |
| ------- | --------- | ----- | --------- |
| Мба     | Мба       | 21    | 2019      |
| Нанди   | Нанди     | 9     | 2015      |
| Лаутока | Лаутока   | 7     | 2023      |
| Сува    | Сува      | 4     | 2020      |
| Надрога | Сингатока | 3     | 1993      |
| Ламбаса | Ламбаса   | 2     | 2007      |
| Рева    | Наусори   | 2     | 2024      |